# Madina Kerimowa
Madina Kerimowa (kasachisch Мадина Керимова; * 29. August 2001) ist eine kasachische Leichtathletin, die sich auf den Mittelstreckenlauf spezialisiert hat und auch im Hindernislauf an den Start geht.

## Sportliche Laufbahn
Erste internationale Erfahrungen sammelte Madina Kerimowa bei den Crosslauf-Weltmeisterschaften 2019 in Aarhus, bei denen sie nach 26:11 min auf den 95. Platz im U20-Rennen gelangte. 2023 belegte sie bei den Hallenasienmeisterschaften in Astana in 4:24,09 min den fünften Platz im 1500-Meter-Lauf.
2023 wurde Kerimowa kasachische Hallenmeisterin über 2000 m Hindernis.

## Persönliche Bestleistungen
- 1500 Meter: 4:37,08 min, 21. Mai 2021 in Almaty
  - 1500 Meter (Halle): 4:24,06 min, 8. Februar 2021 in Öskemen
- 3000 m Hindernis: 11:35,70 min, 16. Mai 2019 in Almaty
  - 2000 m Hindernis (Halle): 6:45,25 min, 27. Januar 2023 in Astana